# Buket Langa
Buket Langa is een bestuurslaag in het regentschap Aceh Timur van de provincie Atjeh, Indonesië. Buket Langa telt 94 inwoners (volkstelling 2010).